# Tigerschecke

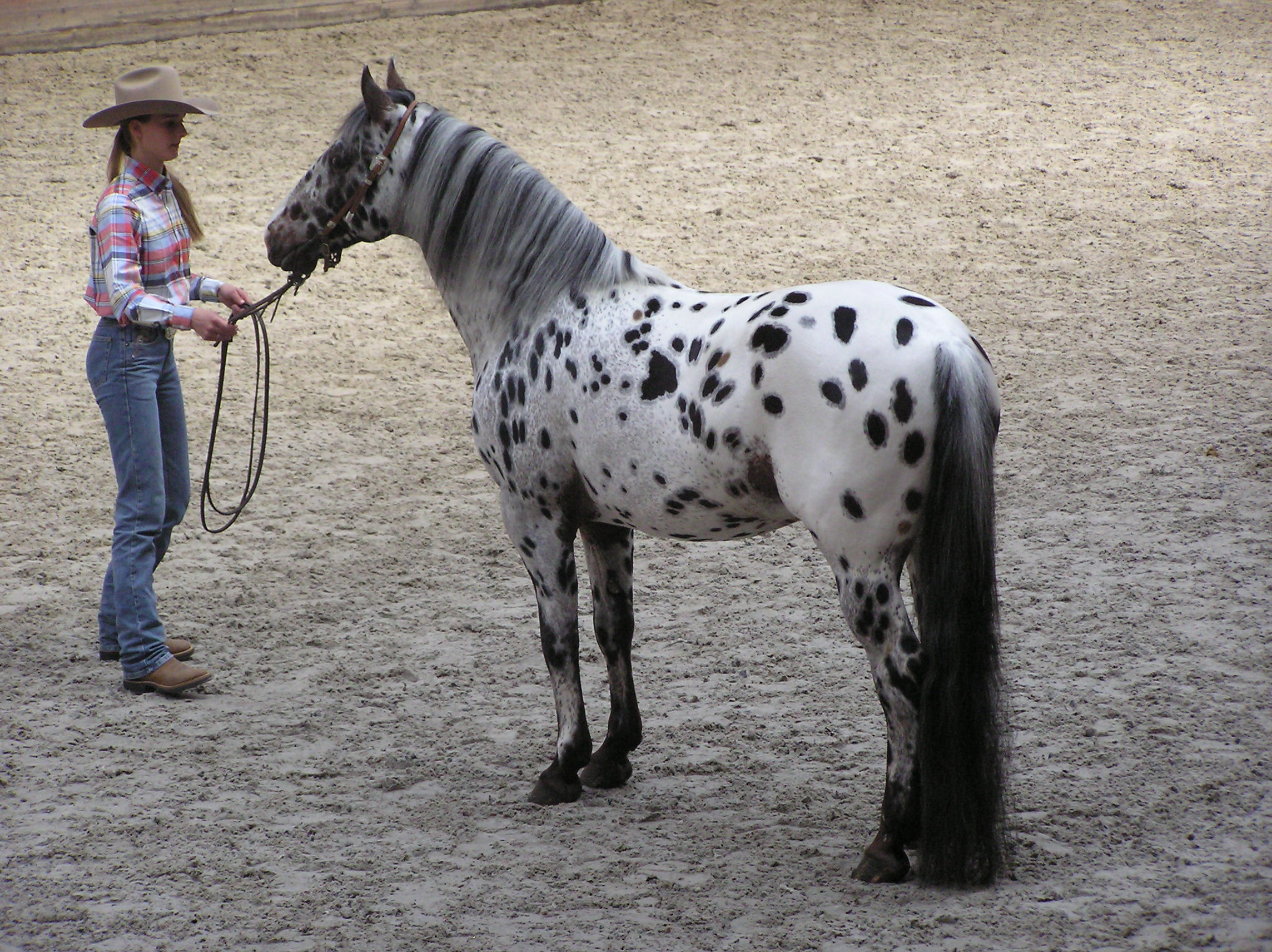
Appaloosa mit Volltiger-Zeichnung. Die dunkle Haut schimmert durch das weiße Fell, wodurch die Flecken einen grauen Hof erhalten.

Der Tigerschecken-Komplex (englisch Leopard Complex) umfasst mehrere durch dasselbe Gen hervorgerufene Scheckungsmuster. Häufig treten dunkle, kleine, runde Flecken auf weißem Fell auf.
Aufgrund des Erbgangs ist es nicht möglich, eine Pferderasse zu züchten, bei der alle Tiere das Tigerschecken-Gen einfach haben. Statistisch bekommt ein Viertel der Pferde das Tigerschecken-Gen zweifach und ist nachtblind, die Hälfte hat das Tigerschecken-Gen einfach und zeigt die gewünschte Tigerzeichnung. Ein weiteres Viertel erhält kein Tigerschecken-Gen.

## Merkmale
Viele Pferde habe eine ovale, von der Kruppe ausgehende weiße Schabracke, die bei den hellsten Pferden über das gesamte Pferd reicht. In der weißen Schabracke sind oft kleine, pfennig- bis über apfelgroße runde dunkle Flecken auf hellem Hintergrund. Umgekehrt gibt es auch kleine helle Punkte auf dem dunklen Fell. Normalerweise ist die Haut unter weißem Fell rosa und unter dunklem Fell dunkel, doch die dunkle Haut erstreckt sich oft ein Stück weit vom dunklen Fell aus in die Bereiche, wo das Fell schon weiß ist. Die Hufe sind wegen weißer und schwarzer Flecken am Hufrand häufig gestreift. Dunkle Fellbereiche werden im Laufe des Lebens meist heller, da immer mehr weiße Stichelhaare in ihnen sprießen. Es gibt aber auch Pferde ohne sichtbares Scheckungsmuster, die nur die dunklere Grundfarbe zeigen.

## Genetik
| Artübergreifender Genlocus des Tigerschecken-Komplex | Chromosom | Allelkombination               | Zeichnung                                          |
| ---------------------------------------------------- | --------- | ------------------------------ | -------------------------------------------------- |
| TRPM1                                                | ECA1      | Leopard-Gen, reinerbig (LpLp)  | Weißgeborener, Volltiger, Varnish Roan             |
| TRPM1                                                | ECA1      | Leopard-Gen, mischerbig (Lplp) | Schabrackentiger, Schneeflockentiger, Varnish Roan |
| TRPM1                                                | ECA1      | kein Leopard-Gen (lplp)        | Keine Zeichnung des Tigerschecken-Komplexes.       |

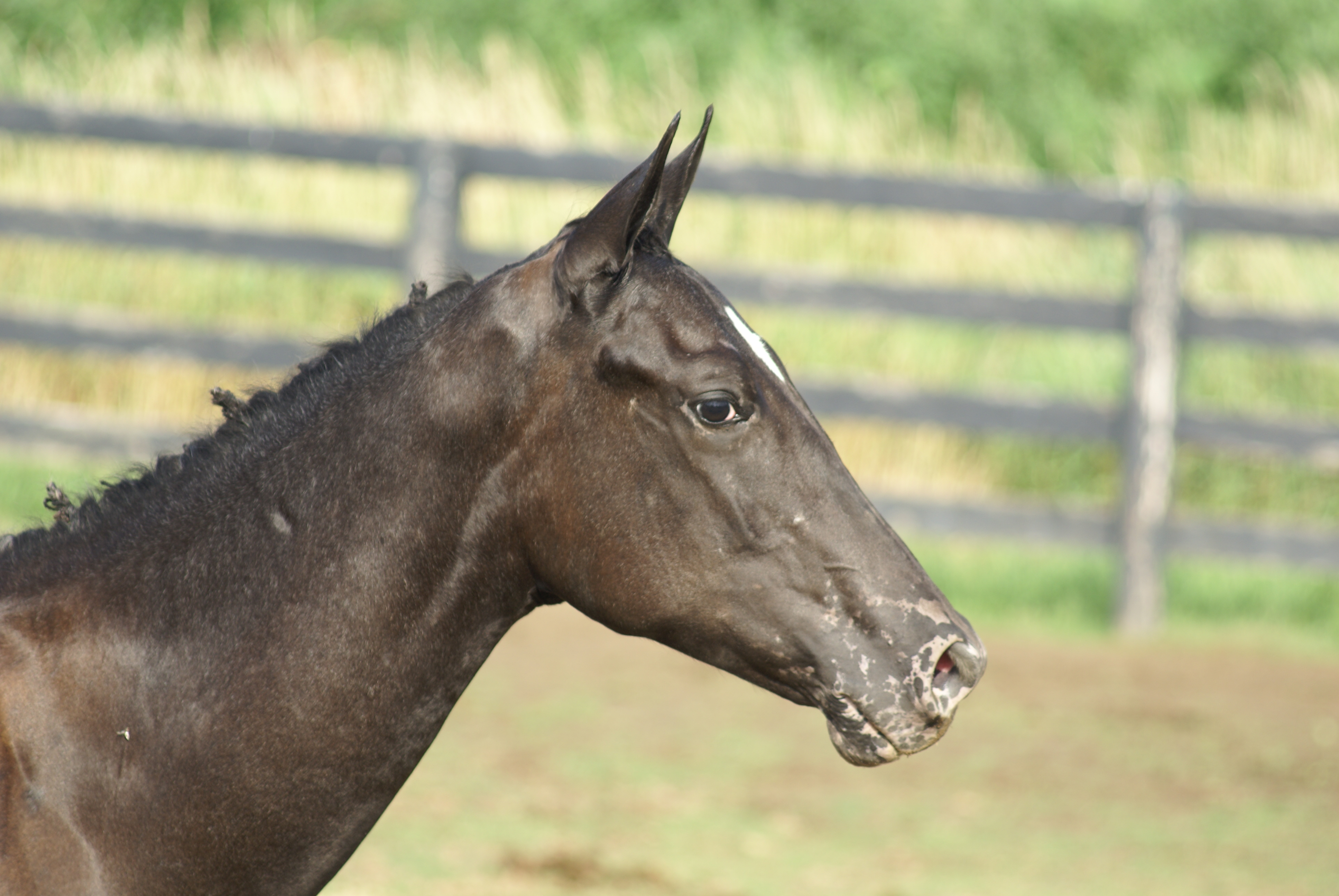
Gefleckte Haut, weiße Lederhaut

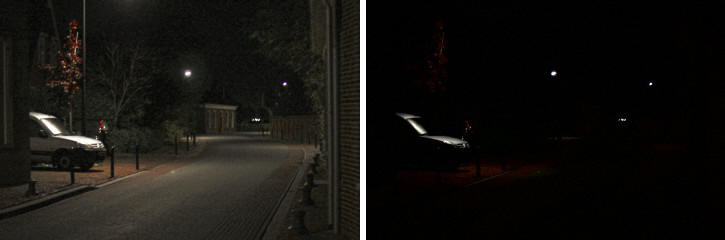
Links normale Sehfähigkeit, rechts Nachtblindheit

Das Gen für den Tigerschecken-Komplex liegt auf Chromosom 1 (ECA1) des Pferdes. Der Erbgang ist unvollständig dominant. Bei einem dominanten Gen ist nur eine Gen-Kopie notwendig, um den vollständigen Phänotyp auszubilden. Bei einem unvollständig dominanten Gen ist das Resultat abhängig davon, ob eine oder zwei Genkopien vorliegen. Die unvollständig dominante Genvariante für die Tigerscheckung wird mit Lp abgekürzt. Die rezessive Genvariante für "keine Tigerscheckung" wird mit lp abgekürzt.
Pferde, die nur ein Allel des Gens haben, weisen gewöhnlich weniger weißes Fell als reinerbige Tiere auf. Dennoch kann man am Aussehen nicht sicher ablesen, ob ein Tier ein oder zwei Allele des Gens hat, da die Ausprägung der Farbe sehr variabel ist. Pferde mit einer Kopie des Lp-Gens zeigen meist zwei oder mehr der folgenden Merkmale des Tigerschecken-Komplex:
- gefleckte Haut rund um die Nüstern, Augen, Genitalien und Anus. Die Haut am restlichen Körper kann überwiegend dunkel, rosa oder gefleckt sein.
- gestreifte Hufe (auch wenn keine weißen Abzeichen an den Fesseln sind)
- weiße Lederhaut (auch wenn keine Laterne vorliegt).

Das Tigerschecken-Allel enthält eine 1378 Basenpaare lange Long Terminal Repeat Insertion von retroviraler DNA, welche die Transkription von TRPM1 unterbricht.
Die bekannten Leuzismus-Ursprünge MITF, Steel und Kit sowie der Okulokutaner Albinismus Typ 2 wurden zuerst als Ursache ausgeschlossen. Dann fand man heraus, dass es sich um eine Mutation des TRPM1-Gens handelt, die dazu führt, dass die Expression des Gens bei homozygoten Tieren auf 0,05 % des Niveaus normalfarbiger Pferde gesenkt ist. Die Expressionsrate heterozygoter Tiere liegt dazwischen.

## Augen

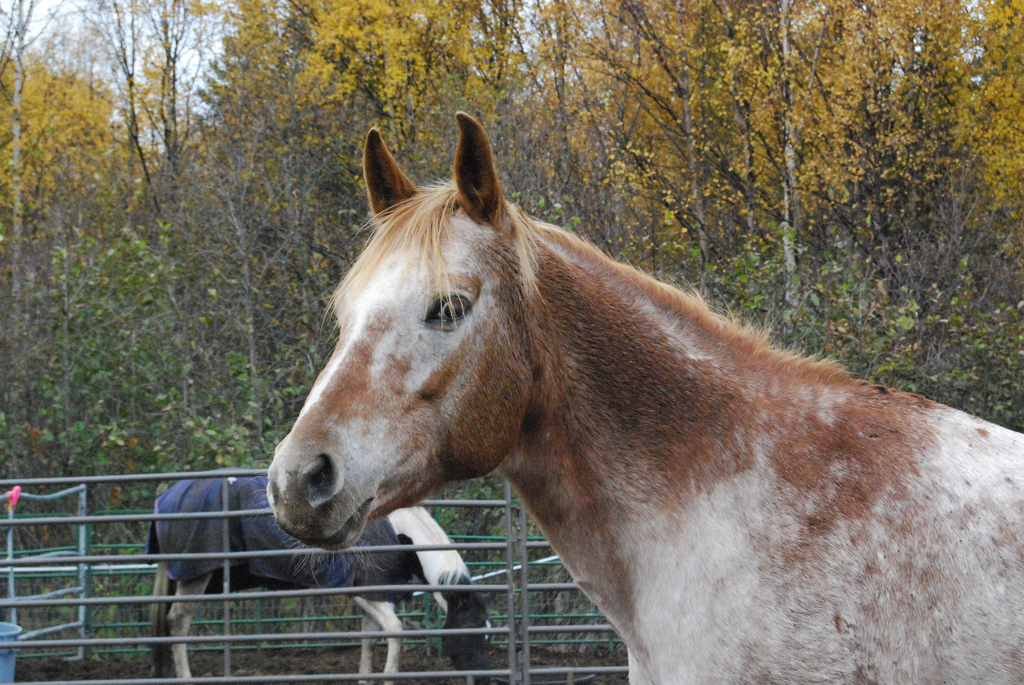
Bei Pferden mit Tigerscheckung ist die weiße Lederhaut selbst bei normal geöffnetem Auge zu sehen.

### Nachtblindheit
Wenn das Tigerscheckengen reinerbig vorliegt, führt es zu angeborener stationärer Nachtblindheit. Mischerbige Tiere, die das Gen nur einmal besitzen, sind nicht betroffen.
Die angeborene stationäre Nachtblindheit (engl. Congenital Stationary Night Blindness, CNSB) ist eine Augenerkrankung bei Pferden, die bei der Geburt vorhanden ist (angeboren), nicht fortschreitet (stationär) und das Sehvermögen des Tieres bei schlechten Lichtverhältnissen beeinträchtigt. Nachtblinde Pferde betreten schwach beleuchtete Orte, wie Reithallen, dunkle Boxen oder Anhänger eher zögerlich und sind dort ängstlicher.
Meist äußert sich CNSB durch das Verhalten, einige Pferde haben aber auch Strabismus oder Nystagmus. Die Netzhaut ist normal ausgebildet, aber das Nervensignal, welches das Licht bei den Stäbchen auslöst, erreicht das Gehirn nicht. Angeborene stationäre Nachtblindheit wird seit den 1970er Jahren mit dem Tigerscheckenkomplex in Verbindung gebracht. Es wird angenommen, dass die verringerte Expression des Gens sowohl die Funktion der Bipolaren Zellen der Retina als auch die der Melanozyten stört, so dass sowohl die Nachtblindheit der homozygoten Appaloosas als auch die typische Appaloosafarbe hierdurch verursacht werden könne.

### Mondblindheit
Tigerschecken wie beispielsweise Appaloosas haben ein deutlich erhöhtes Risiko für Mondblindheit.

## Geschichte

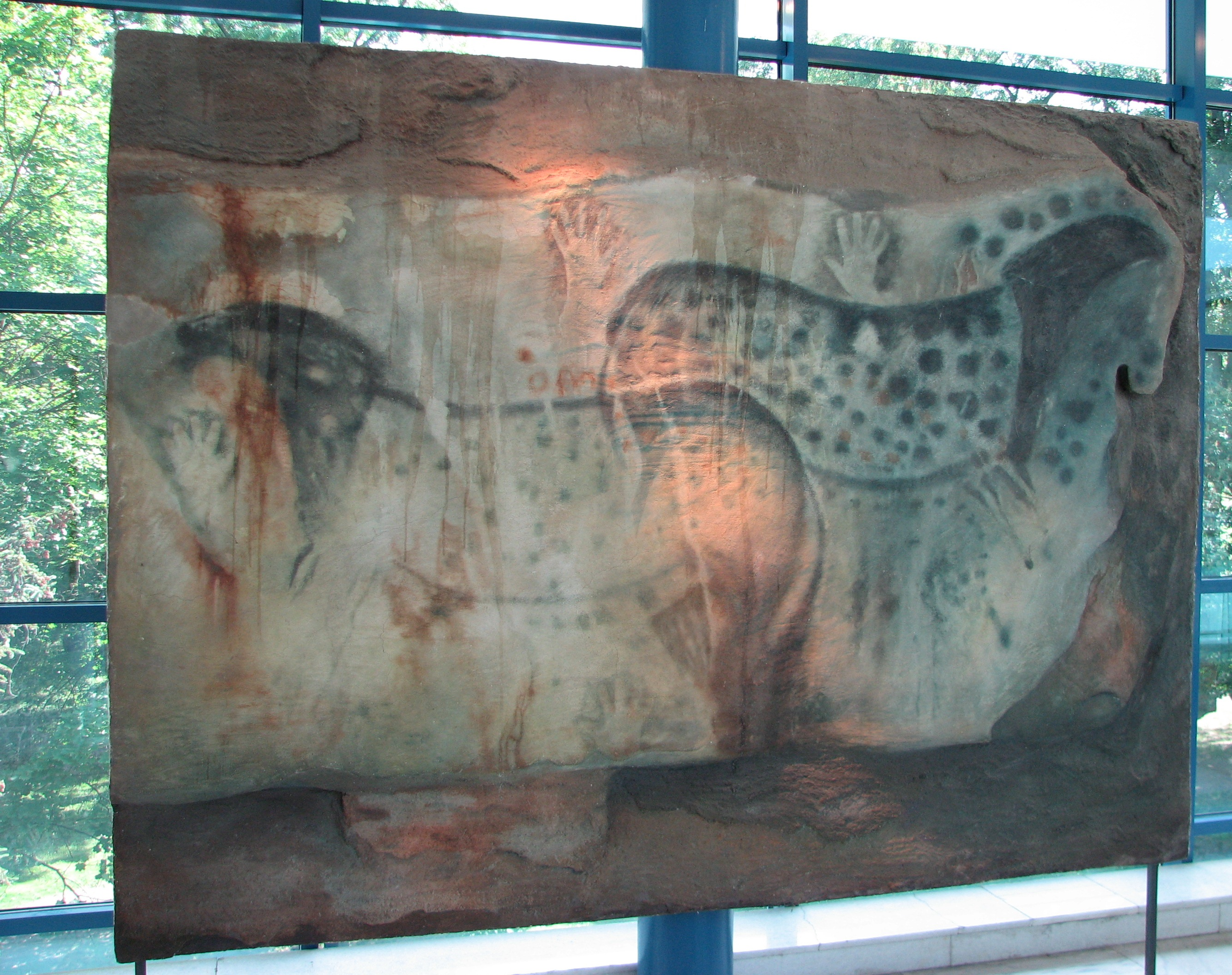
Replika einer Darstellung von Tigerschecken in Pech Merle

In einer Höhlenmalerei, die etwa vom Jahr 18.000 v. Chr. stammt, ist ein Pferd abgebildet, das aussieht wie ein typischer Tigerschecke. Es wurde bewiesen, dass es damals tatsächlich schon Tigerschecken gab. Möglicherweise war die Tigerzeichnung in der eiszeitlichen schneereichen Umgebung ein Selektionsvorteil. Nach der Eiszeit wurde das Gen durch die natürliche Selektion nicht komplett eliminiert. Ein Grund könnte sein, dass die Nachtblindheit nur bei reinerbigen Tigerschecken auftritt, die aufgrund der geringen Verbreitung des Gens in der Population nur selten vorkam.
In China wurden Pferde aus dem Ferghanatal als Himmlische Pferde bezeichnet, darunter waren auch Tigerschecken. Sie spielten eine große Rolle in der chinesischen Kunst und Kriegsführung.
Eine Abbildung der Lipizzanerzuchtstuten von 1727 zeigt nicht überwiegend Schimmel, wie wir es heute gewohnt sind, sondern Pferde unterschiedlichster Farben, zu denen auch ein Tigerschecke gehörte. In Frankreich wurden hochgestellte Persönlichkeiten oft auf Tigerschecken dargestellt. Ähnlich war das seit dem 12. Jahrhundert in England. In Dänemark, Norwegen und Schweden sind viele Kunstwerke, auf denen Tigerschecken abgebildet sind, bekannt. Dänemark bekam im 17. Jahrhundert Tigerschecken von Österreich, hatte jedoch aufgrund der genetischen Varianz des Gens Probleme die Farbe rein zu züchten. Deshalb wurde die Zucht aufgegeben. Von ihnen stammen die heutigen Knabstrupper ab. 
Die Spanier exportierten Pferde nach Nordamerika, von denen vermutlich die Pferde abstammten, die die Nez Percé züchteten. Von ihnen wiederum stammen die Appaloosas ab.

## Variationen

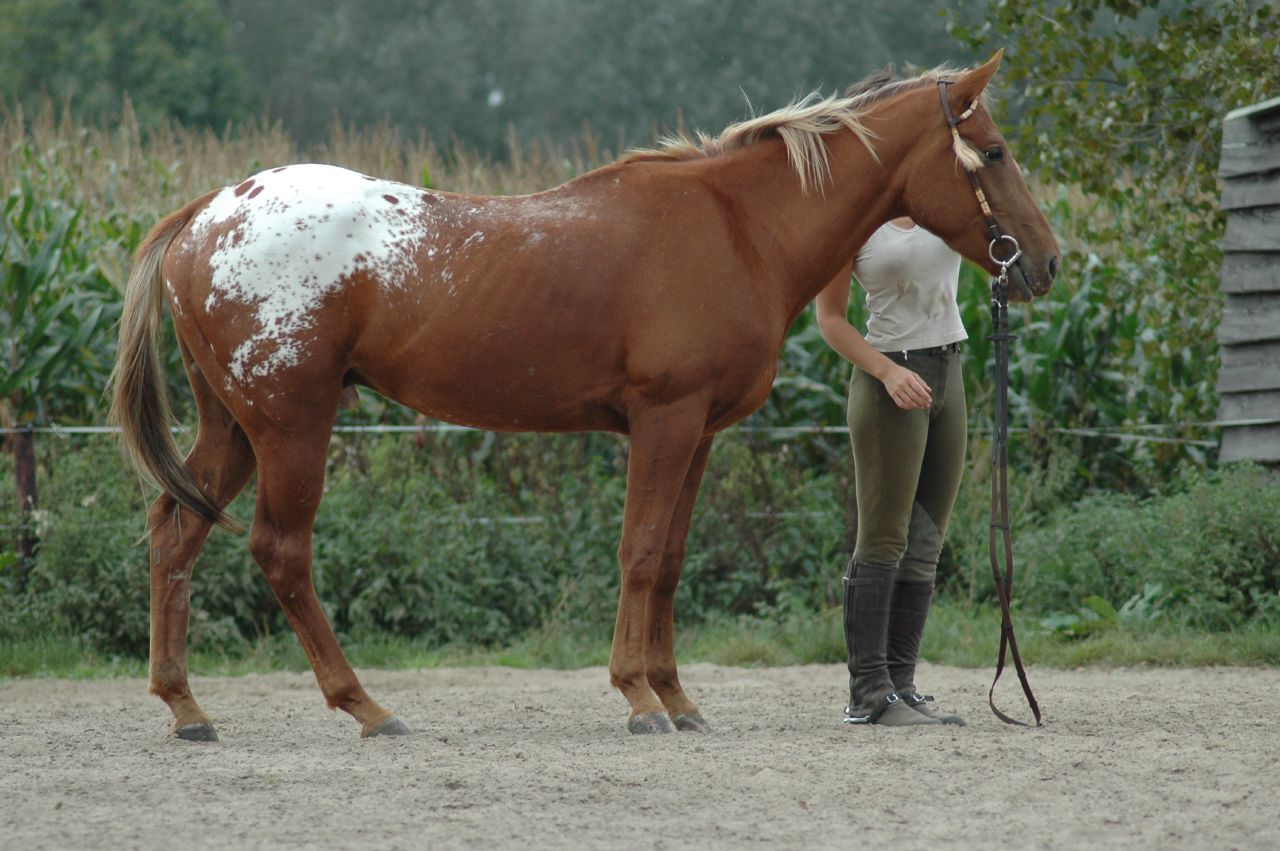
Schabrackentiger
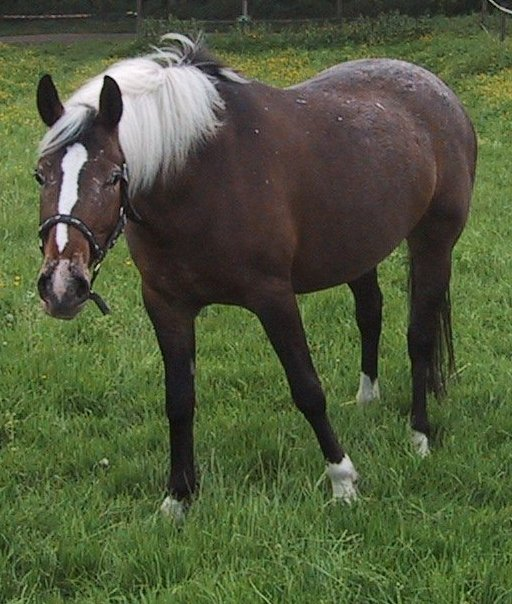
Schneeflockentiger, fast einfarbig
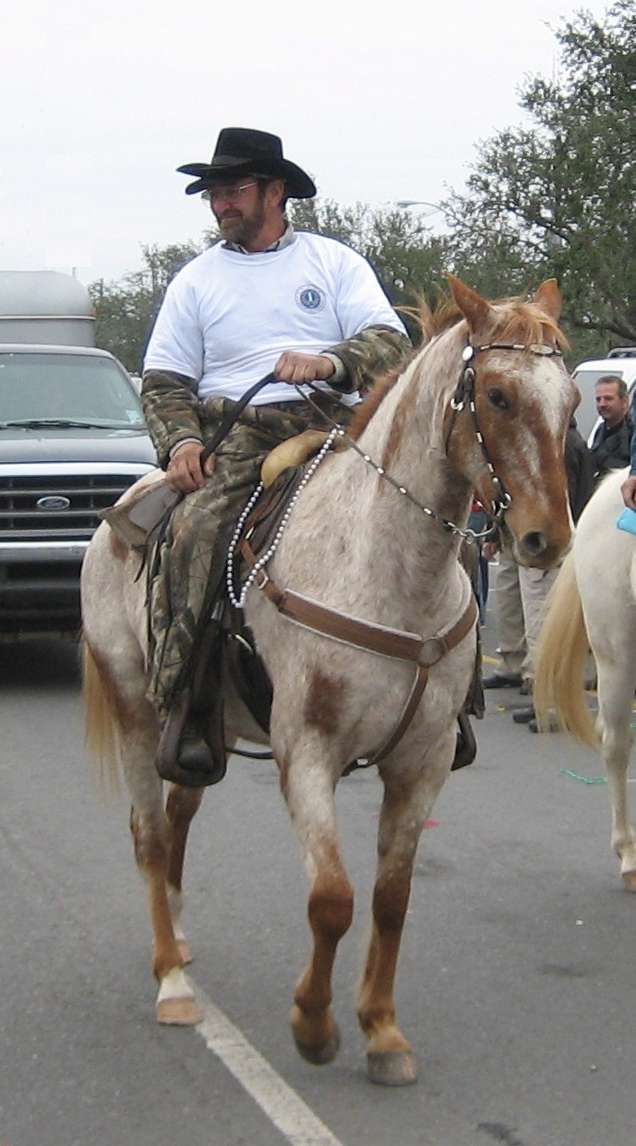
Älterer Varnish Roan

### Weißgeborene
Das Pferd wird weiß geboren und durchläuft keinen Farbwechsel. Weißgeborene sind immer homozygot für das Gen und sind von Nachtblindheit betroffen.

### Volltiger
Als Volltiger (engl. Leopard) bezeichnet man Pferde, die auf weißem Hintergrund viele kleine meist runde dunkle Flecken haben.

### Schabrackentiger
Als Schabrackentiger (englisch: Blanket, von türkisch: çaprak, ‚Satteldecke‘) werden Tigerschecken bezeichnet, bei denen ein erheblicher Teil des Pferdes die normale Grundfarbe zeigt, während ein abgerundeter Bereich von der Kruppe ausgehend weiß ist. Die Größe der Schabracke ist sehr variabel, gelegentlich treten Flecken innerhalb jener auf.

### Schneeflockentiger
Der Schneeflockentiger (englisch: Snowflake) hat kleine weiße Flecken über den Körper verteilt.

### Varnish Roan
Ähnlich wie beim Schimmel tauchen auch beim Varnish Roan mit den Jahren immer mehr weiße Haare im Fell auf. Dunkel bleiben nur die Hautareale, wo Knochen dicht unter der Haut liegen. Das sind zum Beispiel die Vorderbeine bis zum Karpalgelenk. Die dunkle Farbe läuft vorne in einer Spitze aus. An den Hinterbeinen reicht sie bis zum Sprunggelenk. Außerdem gibt es dunkel bleibende Stellen am Beinansatz vorne und hinten (Ellenbogengelenk und Kniegelenk). Im Gesicht vorne bleibt ein dunkles V bestehen, während Stirn und Kopfseiten weitgehend weiß werden. Mähne und Schweif bleiben ebenfalls etwas dunkler.
→ Für die Bezeichnungen der Körperteile siehe: Exterieur (Pferd)
Verwechslungsmöglichkeiten
- Schimmel in der Phase des Ausschimmelns: Das Gesicht wird als erstes hell, besonders in dem Bereich, wo beim Varnish Roan das dunkle V bestehen bleibt.
- Stichelhaariges Pferd: Das Gesicht bleibt vollständig dunkel, die dunkle Farbe reicht bei den Beinen bis zum Ellenbogen- bzw. Hüftgelenk. Sie bleiben im gesamten Verlauf ihres Lebens in etwa gleich gefärbt, wenn man davon absieht, dass die Menge der Stichelhaare mit den Jahreszeiten wechselt.
- Rabicano: Die stichelhaarigen Bereiche sind weniger ausgedehnt als beim Stichelhaarigen Pferd und liegen vorwiegend im Bereich des Brustkastens. Die Pferde werden im Verlauf ihres Lebens nicht heller.

### Einfarbige Tiere
Nicht bei jedem Pferd wirkt sich das Gen auf das Aussehen aus.

### Übergangsformen
All diese Farben werden von einem einzigen Gen hervorgerufen. Es gibt fließende Übergänge zwischen ihnen. Tigerschecken mit dunklen Fellbereichen können wie der Varnish Roan im Laufe ihres Lebens heller werden.

### Pintaloosas
Pferde, die neben dem Tobiano-Gen noch ein Tigerschecken-Gen haben, werden als Pintaloosas bezeichnet, eine Zusammensetzung der Wörter Pinto (amerikanisch für „Schecke“) und Appaloosa.

## Verbreitung unter den Rassen
Europäischer Tigerschecke, Europäisches Appaloosa Pony, Appaloosas, Knabstrupper, Colorado Ranger und Nederlands Appaloosa Ponys haben als Zuchtziel die typischen Tigerscheckenmuster, allerdings tritt das Gen auch beim Welsh-Pony, Noriker und dem Pony of the Americas auf.